# Radko Šťastný
Radko Šťastný (17. října 1928 Kutná Hora – 8. října 2013 Kutná Hora) byl český středoškolský pedagog a literární historik.

## Život
Pocházel z rodiny Františka Šťastného, truhlářského dělníka v tabákové továrně v Sedlci. Vystudoval reálné gymnázium v Kutné Hoře a po maturitě v roce 1947 nastoupil na Filozofickou fakultu Univerzity Karlovy, obor český jazyk a filozofie. Jeho dizertační práce z roku 1952 nesla název Jan Erazim Vocel. Příspěvek k literárním dějinám českého obrození. Po dokončení vysokoškolských studií působil na základní škole v Hostinném, na střední škole v Uhlířských Janovicích a na střední průmyslové škole v Kutné Hoře. Mezi lety 1966–1976 učil na gymnáziu v Kutné Hoře.
V době pražského jara usiloval o vybudování pomníku Josefa Kajetána Tyla v Breuerových sadech pod Vlašským dvorem, z něhož byl položen pouze základní kámen. Stal se též signatářem petice Pro záchranu Kutné Hory, která kriticky hodnotila dosavadní koncepci rozvoje města. Byl členem redakční rady dočasně obnoveného časopisu Krásné město. V době normalizace byl v roce 1976 přeložen na gymnázium v Čáslavi a bylo mu zastaveno členství v redakční radě časopisu Český jazyk a literatura. Hlavním tématem jeho literárněhistorických studií se stala tzv. Dalimilova kronika. Do 90. let 20. století publikoval přes dvě stě statí a recenzí, zejména v časopisech Literární měsíčník, Česká literatura, Český jazyk a literatura, Listy filologické a Slovanský přehled.
Po roce 1990 se aktivně zapojil do obnovy kulturních a společenských aktivit města Kutná Hora. Stal se členem komise pro nové pojmenování některých místních ulic, podílel se na obnovení pomníku Tomáše Garrigue Masaryka před Vlašským dvorem. Působil v redakční radě obnoveného časopisu Krásné město, v němž publikoval řadu článků o osobnostech města a regionu. V roce 1992 se stal členem Obce spisovatelů. V květnu 2012 mu byl za dlouhodobý kulturní přínos městu a publikační činnost, přesahující rámec regionu, udělen titul čestného občana Kutné Hory.

## Dílo
- MORAVEC, Josef – ŠŤASTNÝ, Radko (red.). Kutnohorsko. Vlastivědný obraz. Praha 1960
- TEJNOR, Antonín – ŠŤASTNÝ, Radko – PECH, Vilém. Čítanka pro odborná učiliště a učňovské školy. Praha 1964; Praha 1965 (2. vyd.)
- TEJNOR, Antonín – ŠŤASTNÝ, Radko – PECH, Vilém. Metodická příručka k Čítance pro odborná učiliště a učňovské školy. Praha 1964
- Etika v literární výchově. In: Český jazyk a literatura 16 (1966), 400–410
- Kutná Hora a okolí. Kutná Hora 1968
- K Tylovu textu Kde domov můj? In: Český jazyk a literatura 19 (1969), 151–157
- Jan Blahoslav – obránce češtiny. In: Český jazyk a literatura 23 (1972/1973), 268–272
- Jaroslav Vrchlický a Jan Erazim Vocel. In: Český jazyk a literatura 23 (1972/1973), 34–40
- Bedřich Smetana – epický básník. In: Český jazyk a literatura 24 (1973/1974), 266–277
- Čeští spisovatelé deseti století. Praha 1974; Praha 2001 (2. vyd.)
- Husitský rukopis Dalimilovy kroniky. Jeho autor, pořizovatel a místo vzniku. In: Česká literatura 27 (1979), 477–486
- Latinská Bible Jana Gaudencia. In: Listy filologické 103 (1980), 150–153
- Rukopis Dalimilovy kroniky z poděbradské doby. Autor, dobové a literární souvislosti, ideové zaměření. In: Česká literatura 28 (1980), 537–550
- Cambridžský rukopis Dalimilovy kroniky a doba Karla IV. In: Česká literatura 31 (1983), 385–399
- Vídeňský rukopis Dalimilovy kroniky a doba Václava IV. Jeho podoba, literární kontext a význam. In: Česká literatura 33 (1985), 389–407
- Dalimilovy ideje v husitství. In: Česká literatura. Časopis pro literární vědu 37 (1989), 385–397
- Duchovní základy osobnosti T. G. M. Praha 1991
- Tajemství jména Dalimil. Praha 1991
- ŠTASTNÝ, Radko – ŠTĚPÁN, Jan (red.). Poutník Jozef Tkadlec. Život a dílo básníka PhDr. Samuela Vernera. Praha 1998
- Některá specifika dějin české literatury v průběhu staletí. Vitalita staročeské Kroniky takřečeného Dalimila. In: Česká literatura na konci tisíciletí. Příspěvky z 2. kongresu světové literárněvědné bohemistiky, Praha 3.–8. července 2000. Vyd. Daniel Vojtěch. Praha 2001, 31–42
- Kutná Hora literární. Antologie z děl kutnohorských spisovatelů. Praha 2003
- F. X. Šalda a J. B. Čapek. In: Jan Blahoslav Čapek. Jubilejní sborník 1903–2003. Red. Jan Štěpán. Brno 2004, 68–75
- Staročeská Dalimilova kronika a její překlady jako kanonická díla evropské literatury (literárněhistorický pohled). In: Hodnoty a hranice. Svět v české literatuře, česká literatura ve světě. Sborník příspěvků z III. kongresu světové literárněvědné bohemistiky, Praha 28.6.–3.7.2005. Sv. 1. Otázky českého kánonu. Vyd. Stanislava Fedrová. Praha 2006, 320–329; dostupné online
- Dalimilova kronika jako paládium české literatury (dílo zůstalo v rukopise)